# حمله ۲۰۱۷ واگادوگو
حمله ۲۰۱۷ واگادوگو، در ۱۳ اوت در پایتخت بورکینا فاسو رخ داد در این حمله به «رستوران عزیز استانبول» حداقل ۱۸ نفر کشته و ۲۰ نفر زخمی شدند. این حمله با عملیات نیروهای امنیتی بورکینا فاسو خاتمه یافت.

## موقعیت رستوران
رستوران عزیز استانبول در خیابان قوام نکرومه واگادوگو واقع است. این یک مکان آرام برای استراحت خانواده‌ها از جمله خارجیان ساکن پایتخت است.

## شرح حادثه
حمله تروریستی به رستوران اندکی بعد از ساعت ۲۱۰۰ روز یکشنبه ۱۳ اوت شروع شد. یک شاهد عینی در این باره گفت ابتدا سه مرد مسلح از یک خودروی صحرانورد پیاده شدند، و مشتریان رستوران را به رگبار بستند. شاهد دیگری گفت مهاجمان سوار بر موتورسیکلت بوده‌اند و در ابتدا فکر می‌شد یک سرقت مسلحانه انجام شده‌است.
بعد از شروع حمله محل مورد محاصره نیروهای امنیتی قرار گرفت و زد و خورد با تروریست‌ها چند ساعت طول کشید. به گفته مقامات دولتی مهاجمان پس از رسیدن نیروهای امنیتی در یک اتاق در طبقات بالای رستوران پناه گرفتند و شروع به تیراندازی بسوی مأموران کردند.

## تلفات
در حمله یکشنبه شب ۱۳ اوت مهاجمان مسلح حداقل ۱۸ نفر کشته و ۲۰ نفر زخمی شدند. این قربانیان از کشورهای مختلف بودند.
دو تن از مهاجمان نیز کشته شدند.

## واکنش‌ها
دولت بورکینافاسو حمله مسلحانه به واگادوگو را یک عمل تروریستی خواند.
وزیر ارتباطات کشور بورکینافاسو گفت همزمان با این حمله نیروهای امنیتی در محل حمله تلاش کردند که به آن خاتمه دهند. در این عملیات مأموران کشورهای دیگر نیز به نیروهای بورکینافاسو کمک کردند.

## پیشینه
بورکینافاسو مانند دیگر کشورهای غرب آفریقا هر چند وقت یکبار مورد هدف گروه‌های جهادگرا قرار می‌گیرد.
در ژانویه ۲۰۱۶ در حمله مردان مسلح به رستورانی در یک هتل در واگادوگو ۳۰ نفر کشته شدند، مسئولیت حمله مزبور توسط القاعده مغرب اسلامی بعهده گرفته شد.